# ʻAre Ariki

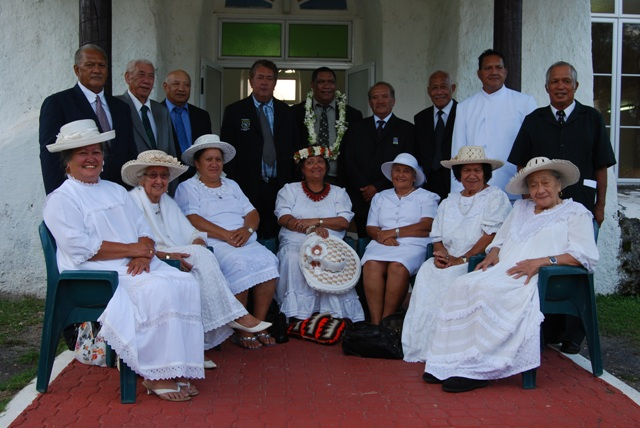
Ariki bei der Eröffnung der 39. Jahreshauptversammlung des Hauses der Ariki im Dezember 2010.

Das House of Ariki (rarotonganisch ʻAre Ariki) ist eine parlamentarische Institution in den Cookinseln. Es setzt sich aus den Oberhäuptlingen (ariki) der Cookinseln zusammen, die vom Repräsentanten des Königs (King’s Representative) ernannt werden. Obwohl die Institution ähnlich funktioniert wie das House of Lords und der Senat von Kanada, ist das Parlament des Landes offiziell ein Einkammerparlament. Es gibt bis zu 24 Mitglieder, welche verschiedene Inseln der Cookinseln vertreten.
Das Gremium hat beratende Funktion gegenüber dem Parlament.
Es darf nur über die ihm vom demokratisch gewählten Parlament vorgelegten Angelegenheiten beraten und im Gegenzug nur Vorschläge äußern. Eine Legislaturperiode dauert 4 Jahre.

## Gründung
Die Gründung des Ariki-Hauses wurde im Mai 1965 während der Verhandlungen über die neue Verfassung der Cookinseln vor der Unabhängigkeit vorgeschlagen. Ursprünglich war vorgesehen, dass sechs Ariki von Rarotonga und acht von den äußeren Inseln vertreten sein sollten. Das Haus sollte jährlich unter dem Vorsitz des Hochkommissars tagen. Im Juni verabschiedete das neuseeländische Parlament Gesetzesänderungen zur neuen Verfassung, welche die Gründung des ʻAre Ariki vorsahen.
Das Haus wurde im September des folgenden Jahres gegründet und bestand aus zehn Häuptlingen. Es sollte der neu gegründeten, selbstregierten Nation zusätzliche Legitimität und Stärke verleihen und ihr helfen, ihre nationale Identität zu definieren. Der damalige Premierminister (Te-ara Rangatira no Vakatini Ariki) Albert Henry sagte:

„Die Ariki [und andere Häuptlingsränge] und ihre Stämme bilden das Rückgrat aller Nationen dieser Welt. Würde eine Nation zulassen, dass dieses Rückgrat gebrochen wird, oder ganz verschwindet, wäre sie für ihr Überleben auf ein fremdes Rückgrat angewiesen.“

Das Haus wurde am 23. September 1966 vom Hochkommissar Leslie James Davis eröffnet. Vakatini Tepo aus Rarotonga wurde zum ersten Präsidenten gewählt.

## Zusammensetzung
Mitglieder sind:
- Die vier Ariki der Inseln Aitutaki und Manuae;
- Die drei Ariki der Insel Atiu;
- Der Ariki der Insel Mangaia;
- Die zwei Ariki sowohl von Rakahanga, als auch Manihiki;
- Die drei Ariki der Insel Mauke;
- Die drei Ariki der Insel Mitiaro;
- Der Ariki der Insel Penrhyn;
- Der Ariki der Inseln Pukapuka und Nassau;
- Die sechs Ariki der Insel Rarotonga;

Präsident des House of Ariki ist derzeit Tou Travel Ariki (Mitiaro). Vizepräsident ist Kainuku Kapiriterangi Ariki (Takitumu).

### Präsidenten des House of Ariki
| Name                                                            | Amtsantritt   | Amtszeitende                  |
| --------------------------------------------------------------- | ------------- | ----------------------------- |
| Vakatini Tepo                                                   | 1966          | ?                             |
| […]                                                             |               |                               |
| Makea Karika Takau Margaret Ariki                               | 1978          | 1980                          |
| Pa Tepaeru Terito Ariki, Lady Davis                             | 1980          | 1990                          |
| Margaret Makea Karika Ariki Makea Karika Takau Margaret Ariki   | 1990          | 1992                          |
| Pa Tepaeru Teariki Upokotini Marie Ariki                        | 1992          | 2002                          |
| Tou Travel Ariki                                                | 2002          | 2006                          |
| Ada Rongomatane Ariki Rongomatane Ada Teaupurepure Tetupu Ariki | 2006          | Januar 2008                   |
| Tou Travel Ariki                                                | Dezember 2008 | Wiederwahl im September 2023. |

## Kritik
Ron Crocombe und Jon Tikivanotau Jonassen behaupten:

„Das Haus Ariki wurde gegründet, um die Ariki zu marginalisieren. Die meisten von ihnen hatten sich der Partei widersetzt, die die Wahlen zur Selbstverwaltung gewonnen hatte. Daher wurden sie in einem Haus mit Würde, aber ohne Macht unter Quarantäne gestellt. Um die Ariki weiter zu marginalisieren, schuf diese Partei später ein Koutu Nui aus Mataʻiapo und Rangatira (niederen Häuptlingen), von denen viele die Partei unterstützt hatten.“

## Putschversuch 2008
Am 13. Juni 2008 versuchte eine knappe Mehrheit der Ariki einen Putsch mit dem Ziel, die gewählte Regierung aufzulösen und die Führung des Landes zu übernehmen. „Im Grunde lösen wir die Führung, den Premierminister, den stellvertretenden Premierminister und die Minister auf“, erklärte Häuptling Makea Vakatini Joseph Ariki. Der Cook Islands Herald vermutete, dass die Ariki damit versuchten, etwas von ihrem traditionellen Prestige oder Mana zurückzugewinnen.
Premierminister Jim Marurai beschrieb den Streich als „unbegründet und unsinnig“. Der Polizei-Commissioner Pat Tasker bezeichnete ihn als „lächerlich“ („laughable“). Die Polizei nahm den Versuch überhaupt nicht ernst. Bereits am 23. Juni hatte sich die Situation wieder normalisiert.